# Музей Берлин-Карлсхорст
Музей Берлин-Карлсхорст (нем.  Museum Berlin-Karlshorst) — музей истории Второй мировой войны, расположен в районе Берлина Карлсхорст.

## Здание музея
До окончания Второй мировой войны в здании располагалось фортификационное училище сапёров вермахта. В конце апреля 1945 года во время боёв за Берлин в этом здании размещался штаб 5-й ударной армии под командованием генерал-полковника Берзарина (впоследствии первого коменданта Берлина).
Музей находится в здании офицерского клуба, где в ночь с 8 на 9 мая (0:43 по московскому времени) 1945 года генерал-фельдмаршал Кейтель, генерал-адмирал фон Фридебург и генерал-полковник Штумпф подписали Акт о безоговорочной капитуляции германских вооружённых сил, означавший конец Великой Отечественной войны и Второй мировой войны в Европе. От имени советского командования капитуляцию принял маршал Жуков, а от командования союзников — маршал британских ВВС Теддер. В качестве свидетелей Акт о капитуляции Германии подписали американский генерал Спаатс и французский генерал де Латтр де Тассиньи. Подписание Акта о безоговорочной капитуляции германских вооружённых сил в этом здании было увековечено созданием «Музея истории безоговорочной капитуляции фашистской Германии в войне 1941—1945 гг.». Он был открыт 5 ноября 1967 года.
С мая 1945 по октябрь 1949 года здесь находилась резиденция Главноначальствующего Советской военной администрации в Германии (СВАГ) Маршала Советского Союза Георгия Константиновича Жукова. С 1945 до 1953 в здании находилась Советская контрольная комиссия в Германии. В 1953—1954 в здании сегодняшнего музея жил Владимир Семёнович Семёнов — Верховный комиссар СССР в Германии.
После вывода из Германии последних частей Западной группы войск музей капитуляции был закрыт, и большая часть его экспонатов с 1994 года нигде не выставлялась. По договорённости между российским и германским правительствами к 50-летию окончания Второй мировой войны в Европе было принято решение возобновить работу музея.

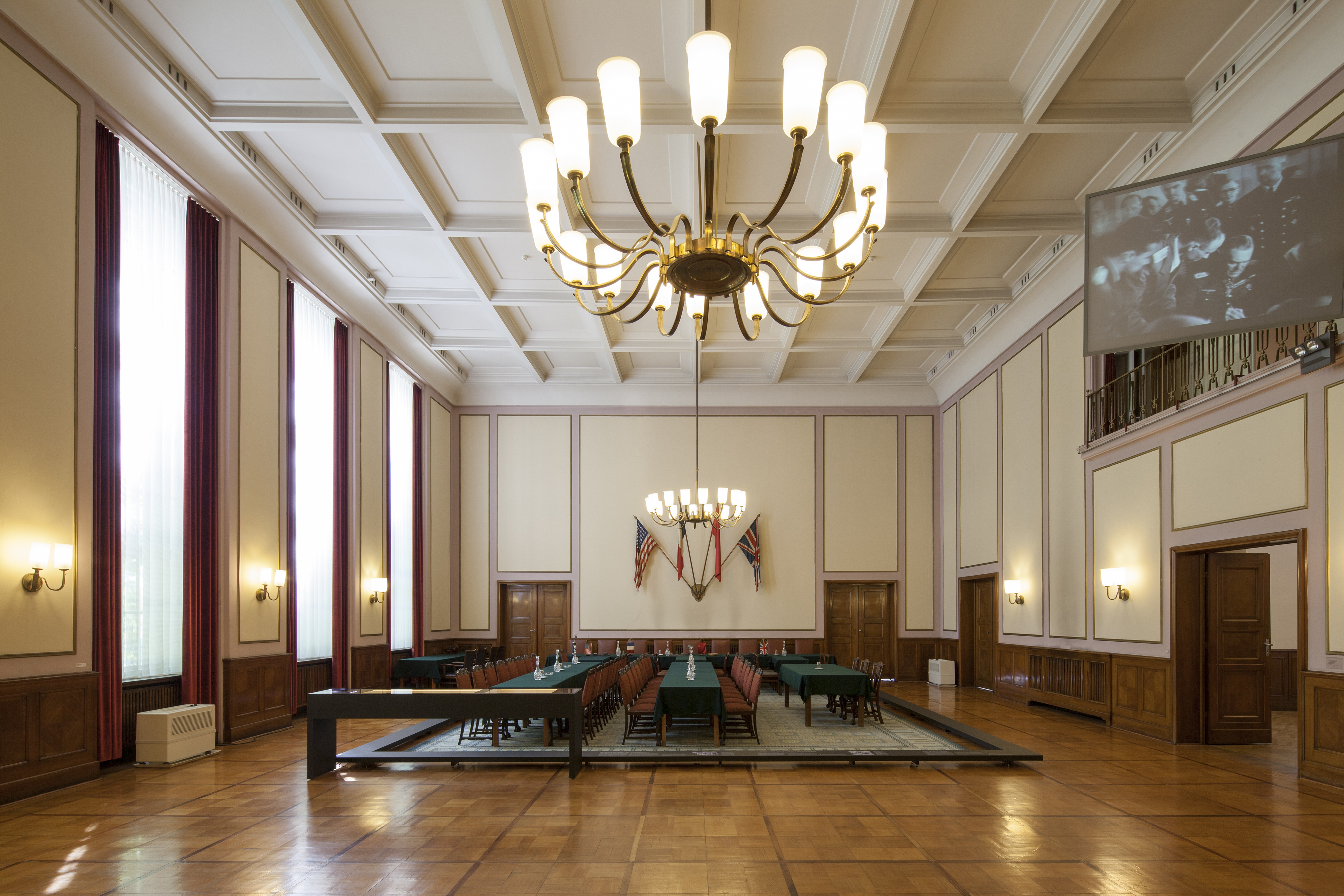
Зал подписания безоговорочной капитуляции

## Экспозиция
После основной переработки постоянной экспозиции, 24 апреля 2013 года, музей открылся вновь. Музей ежегодно привлекает около 40 000 посетителей. Его экспозиция посвящена истории германо-советских отношений с 1917 по 1990 гг. Экспонаты музея рассказывают о войне на Восточном фронте с 1941 по 1945 гг., а также раскрывают историю советско-германских отношений до Второй мировой войны. В документах освещаются послевоенные отношения Советского Союза с ГДР и с Федеративной Республикой Германия. Центральным местом в постоянной экспозиции является бывший банкетный зал, где был подписан документ капитуляции. Во дворе музея находится памятник в виде Советского танка T-34 и других военных машин.

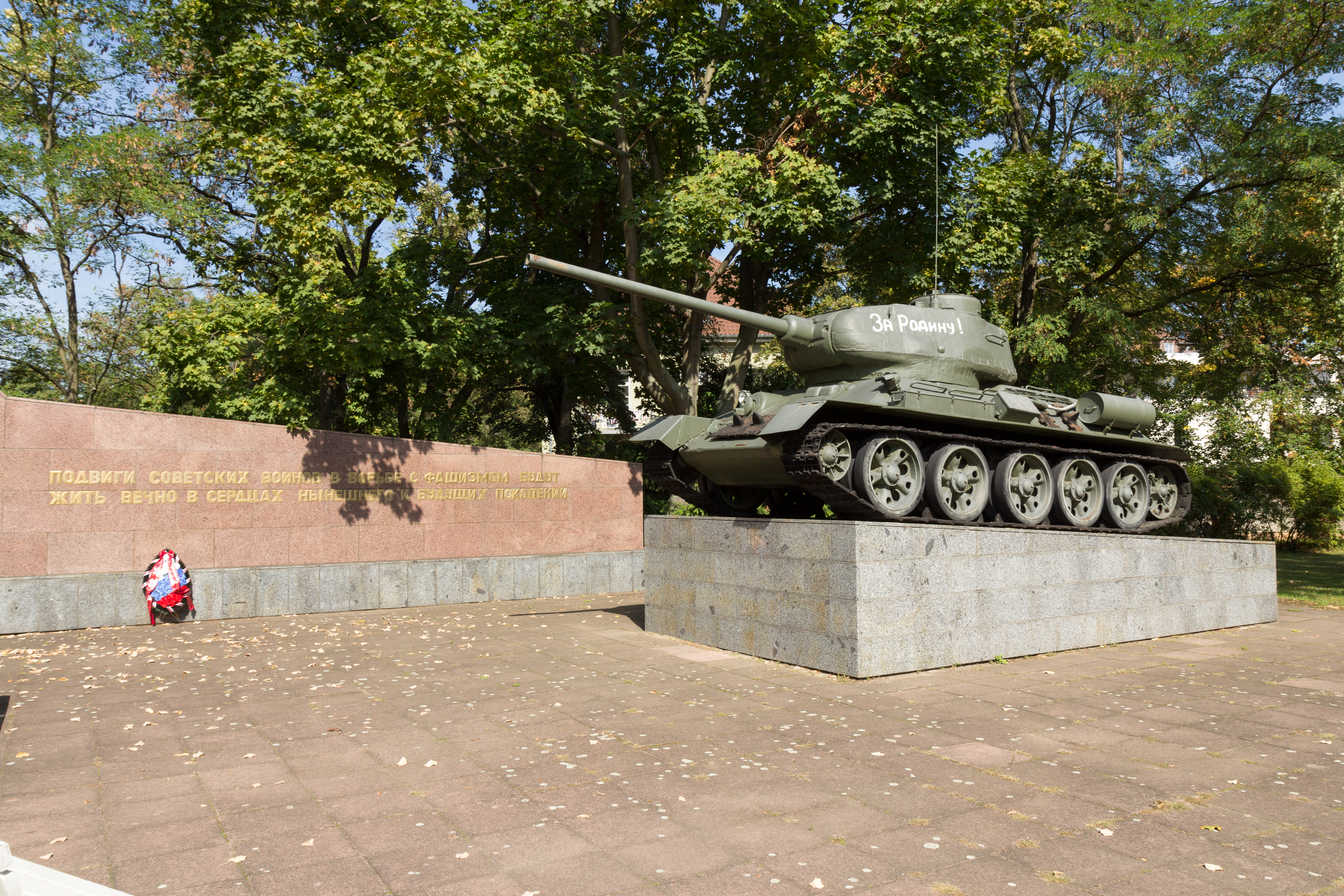
Памятник T-34 на территории музея Берлин-Карлcxорст

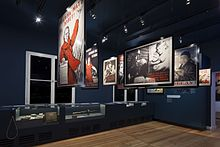
Выставочная комната по тематике «Советский Союз в войне»

## Временная экспозиция
B музее ежегодно проходят от двух до трёх выставок на площади в 100 м². Основное внимание временных выставок сосредоточено на воспоминаниях о войне и на теме германо-советских отношений. Часть временных выставок уже была представлена в других немецких, российских и украинских городах. К каждой временной выставке музей публикует каталоги на русском и немецком языках, а также учреждает научные заседания, конференции и учебные поездки. В 2011 году по поручению федерального правительства Германии музей организовал памятный день к дате 70-летия нападения на Советский Союз (Операция Барбаросса).
Кроме памятного концерта в Берлинской филармонии были также организованы множественные мероприятия.

## Партнёрство
До сих пор музей единственное  многонациональное учреждение, которое финансируется Федеративной Республикой Германия. Дополнительно музей поддерживает партнёрские отношения с музеями в Минске и Киеве (Музей истории Украины во Второй мировой войне 1941—1945).
Ежегодно 8 мая музей проводит праздник «День победы в Европе».
В рамках работы Международной научно-практической конференции "Сталинградская битва: значение, последствия, память" (30 ноября - 2 декабря 2017 года) было заключено двустороннее соглашение о сотрудничестве музея с Музеем-заповедником «Сталинградская битва», в рамках которого предполагается организация и проведение общих выставочных проектов.

## Коллекция
Некоторые экспонаты, около двадцатой части коллекции, переданы на хранение из Центрального Музея Вооружённых Сил Российской Федерации в Москве. Коллекционный отдел состоит из фотографий, плакатов, военно-медицинского отдела и документов повседневной жизни. Также в музее есть библиотека, которая содержит более 7000 разных книг, посвященных русско-германским отношениям. Библиотека открыта в том числе и для иногородних посетителей.

## Прошедшие выставки
- - Ilja Ehrenburg und die Deutschen. (27. November 1997 — 18. Januar 1998)
  - Das mitfühlende Objektiv. Michail Sawin. Kriegsfotografie 1941—1945. (30. April — 31. Mai 1998)
  - Nach Berlin!Timofej Melnik. Kriegsfotografie 1941—1945. (22. Oktober — 13. Dezember 1998)
  - Mordfelder. Henning Langenheim. Orte der Vernichtung im Krieg gegen die Sowjetunion. (28. Januar — 18. April 1999 und 5. November 2004 — 30. Januar 2005)
  - Nikolai Bersarin, Generaloberst, Stadtkommandant (Berlin). (7. September — 21. November 1999, 8. Mai — 1. Juni 2003 und 1. April — 9. Mai 2004)
  - Heimatfront. Iwan Schagin. Kriegsfotografie 1941—1945. (10. Dezember 1999 — 6. Februar 2000; 2005 in Schwerin)
  - Foto-Feldpost. Geknipste Kriegserlebnisse 1939—1945. (30. März — 16. Juli 2000)
  - Moskau-Berlin. Straßenbilder von Valerij Stignejew, Fotos 1996—1998. (26. Dezember 2000 — 11. Februar 2001)
  - Dokument und Konstrukt. Arkadij Schaichet. Fotografie zwischen N.E.P. und Großem Vaterländischen Krieg. (29. März — 27. Mai 2001)
  - Juni 1941: Der tiefe Schnitt. (22. Juni — 20. September 2001; gleichzeitig auch in Moskau und Kiew eröffnet)
  - Moskau im Krieg. 1941—1945. (22. November 2001 — 17. Februar 2002)
  - Diesseits — jenseits der Front. Michail Trachmann. Kriegsfotografie 1941—1945. (16. April — 18. August 2002)
  - Mascha, Nina und Katjuscha. Frauen in der Roten Armee. (16. November 2002 — 23. Februar 2003; 2003 in Ravensbrück; 2004 in Nowosibirsk)
  - Beutestücke. Kriegsgefangene in der deutschen und sowjetischen Fotografie 1941—1945. (14. Juni — 12. Dezember 2003)
  - Stalingrad erinnern. Stalingrad im deutschen und russischen Gedächtnis. (15. November 2003 — 21. März 2004; 2004 Moskau und Wolgograd)
  - Blockade Leningrads. 1941—1944. Dossiers. (15. Mai — 5. September 2004; 2005 in Hamburg)
  - Triumph und Trauma. Sowjetische und postsowjetische Erinnerungen an den Krieg 1941—1945. (4. Mai — 11. September 2005)
  - Kriegsspuren. Porträts deutscher und russischer Veteranen von Martin Hertrampf. (17. November 2005 — 19. Februar 2006)
  - Russland und Deutschland: Kapitel aus der diplomatischen Geschichte, 1955—2005. Fotoausstellung der Presseagentur Nowosti. (8. März — 18. April 2006)
  - Schussfeld. Die Schlacht um die Seelower Höhen 1945. Eine fotografische Spurensuche von Karl Böttcher. (8. Mai — 18. Juni 2006)
  - Um zu Überleben — Deutsche und sowjetische Kriegsgefangene des Zweiten Weltkrieges. Eine Ausstellung des Memorialmuseums deutscher Antifaschisten in Krasnogorsk bei Moskau (Filiale des Zentralen Museums des Großen Vaterländischen Krieges). (8. September — 5. November 2006)
  - Kunst im Auftrag. Boris Ignatowitsch. Fotografien 1927—1946. (17. November 2006 — 11. Februar 2007)
  - Das Haus in Karlshorst. Geschichte am Ort der Kapitulation. (20. April — 8. Juli 2007)
  - Die Suche nach dem Panorama: Wünsdorf — Moskau — Berlin. Installation. (6. September — 4. November 2007)
  - Stalingrad. Eine Fotoausstellung der Nachrichtenagentur RIA Nowosti. (23. November 2007 — 14. Februar 2008)
  - Unsere Russen — Unsere Deutschen. Bilder vom Anderen 1800—2000. (Schloss Charlottenburg, 8. Dezember 2007 — 2. März 2008; Moskau, Staatliches Historisches Museum, April-Juni 2008)
  - Russischer Soldatenalltag in Deutschland 1990—1994. Bilder des Militärfotografen Wladimir Borissow, (14. November 2008 — 1. März 2009).
  - Chandogin — Kriegsfotos aus Karelien und Leningrad 1939—1944, (15. Oktober — 28. November 2010).
  - Juni 1941 — der tiefe Schnitt. 20 Biografien aus dem Krieg gegen die Sowjetunion, (17. Juni — 14. August 2011).
  - Krieg, Holocaust, Gedenken. Eine Ausstellung des Weißrussischen Staatlichen Museums des Großen Vaterländischen Krieges 1941—1945, Minsk, 22. September — 17. November 2011.
  - Hinterlassenschaften. Fundstücke nach dem Abzug der russischen Truppen 1994, (27. August — 31. Oktober 2014)
  - Propagandafotograf im Zweiten Weltkrieg: Benno Wundshammer, (13. November 2014 — 15. Februar 2015).
  - Russland und Deutschland. Von der Konfrontation zur Zusammenarbeit, Martin-Gropius-Bau Berlin, (29. Oktober 2015 — 13. Dezember 2015); Moskau Staatliches Historisches Museum, (10. November 2015 — 17. Januar 2016).
  - Juni-Briefe. Ungelesene Feldpost aus Kamenez-Podolsk 1941, (30. Juni 2016 — 28. August 2016).
  - Waffenbrüderschaft in der DDR — Konstruktion einer Tradition, (23. September — 6. November 2016).
  - Der Abzug. Die letzten Jahre der russischen Truppen in Deutschland. Eine fotografische Dokumentation von Detlev Steinberg, (17. November 2016 — 19. Februar 2017).

## Публикации
- Ilja Ehrenburg und die Deutschen [Илья Эренбург и немцы]. Peter Jahn (Hrsg.), Berlin 1997.
- Michail Sawin: Das mitfühlende Objektiv., Kriegsfotografie 1941—1945 [Михаил Шавин — Сопереживающий объектив — Военная фотография 1941—1945 гг.] Museum Berlin-Karlshorst (Hrsg.), Berlin 1998.
- Nach Berlin! Timofej Melnik, Kriegsfotografie 1941—1945 [На Берлин! — Тимофей Мельник — Военная фотография 1941—1945 гг.] Museum Berlin-Karlshorst (Hrsg.), Berlin 1998.
- Henning Langenheim: Mordfelder. Orte der Vernichtung im Krieg gegen die Sowjetunion [Поля смерти — Места уничтожения людей в войне против Советского Союза], Museum Berlin-Karlshorst (Hrsg.), Berlin 1999.
- Bersarin, Nikolaj, Generaloberst, Stadtkommandant (Berlin) [Берзарин Николай — генерал-полковник, комендант города (Берлин)]. Peter Jahn (Hrsg.), Museum Berlin-Karlshorst, Berlin 1999.
- Heimat-Front. Iwan Schagin. Kriegsfotografie 1941—1945 [Родина и фронт — Иван Шагин, военные фотографии 1941—1945 гг.] Margot Blank (Hrsg.), Museum Berlin-Karlshorst, Berlin 1999.
- Valerij Stignejew. Moskau-Berlin. Straßenbilder. Fotos 1996—1998 [Москва—Берлин — уличные фотографии. Фотографии 1996—1998 гг.] Peter Jahn (Hrsg.), Museum Berlin-Karlshorst 2000.
- FotoFeldpost. Geknipste Kriegserlebnisse 1939—1945 [Фотографии полевой почты — Боевые действия 1939—1945]. Peter Jahn (Hrsg.), Ulrike Schmiegelt (Hrsg.), Museum Berlin-Karlshorst, Berlin 2000.
- Arkadij Schaichet. Dokument und Konstrukt.: Fotografie zwischen N.E.P. und Großem Vaterländischen Krieg [Аркадий Шайхет — Документ и конструктивизм — Фотографии между НЭП и Великой Отечественной войной], Peter Jahn (Hrsg.), Museum Berlin-Karlshorst, Berlin 2001.
- Moskau im Krieg 1941—1945 [Москва военная 1941—1945], Margot Blank (Hrsg.), Peter Jahn (Hrsg.), Museum Karlshorst, Berlin 2001.
- Diesseits/Jenseits der Front [По одну и другую сторону фронта], Margot Blank (Hrsg.), Peter Jahn (Hrsg.), Museum Karlshorst, Berlin 2002.
- Mascha, Nina und Katjuscha. Frauen in der Roten Armee 1941—1945. [Маша, Нина и Катюша — Женщины в Красной Армии 1941—1945 г.] Peter Jahn (Hrsg.), Museum Berlin-Karlshorst, Berlin 2002.
- Stalingrad erinnern. Stalingrad im deutschen und russischen Gedächtnis [Память о Сталинграде — Сталинград в немецко-русских воспоминаниях], Peter Jahn (Hrsg.), Museum Berlin-Karlshorst, Berlin 2003.
- Blockade Leningrads 1941—1945. Dossiers [Блокада Ленинграда 1941—1945. Досье], Peter Jahn (Hrsg.), Museum Berlin-Karlshorst, Berlin 2004.
- Triumph und Trauma. Sowjetische und postsowjetische Erinnerung an den Krieg 1941—1945 [Триумф и горечь — Советские и постсоветские воспоминание о войне 1941—1945], Peter Jahn (Hrsg.), Museum Berlin-Karlshorst, Berlin 2005.
- Martin Hertrampf Kriegsspuren. Porträts deutscher und russischer Veteranen [Мартин Хертрампф — Следы Войны — Портреты немецких и русских ветеранов], Margot Blank (Hrsg.), Museum Berlin-Karlshorst, Berlin 2005.
- Boris Ignatowitsch. Kunst im Auftrag. Fotografien 1927—1946 [Борис Игнатович. Искусство по поручению. Фотографии 1927—1946], Margot Blank (Hrsg.), Museum Berlin-Karlshorst, Berlin 2006.
- Unsere Russen — Unsere Deutschen. Bilder vom Anderen 1800 bis 2000 [Наши русские и наши немцы. Картины иного. 1800—2000], Museum Berlin-Karlshorst (Hrsg.), Berlin 2007.
- Russischer Soldatenalltag in Deutschland 1990—1994. Bilder des Militärfotografen Wladimir Borissow [Повседневная жизнь русских солдат в Германии 1990—1994. Фотографии военного фотографа Владимира Борисова], Margot Blank (Hrsg.), Berlin 2008.
- Die deutsche Kapitulation im Mai 1945 [Немецкая капитуляция в мае 1945], Museum Berlin-Karlshorst e. V., Berlin 2010. Sprachen: deutsch, russisch, englisch und französisch.
- Nikolaj Chandogin. Kriegsfotos aus Karelien und Leningrad 1939—1944 [Николай Чандогин — Военные фотографии из Карелии и Ленинграда], Margot Blank (Hrsg.), Museum Berlin-Karlshorst, Berlin 2010.
- Juni 1941: Der tiefe Schnitt., Museum Berlin-Karlshorst (Hrsg.), Berlin 2011.
- Deutsch-Russisches Museum Berlin-Karlshorst [Немецко-российский музей Берлин-Карлсхорст]. Katalog zur Dauerausstellung. Deutsch-Russisches Museum Berlin-Karlshorst (Hrsg.), Berlin 2014. Sprachen: deutsch, russisch, englisch.
- Benno Wundshammer. Propaganda-Fotograf im Zweiten Weltkrieg [Военный фотограф во Второй мировой войне — Бенно Вундаммер], Deutsch-Russisches Museum Berlin-Karlshorst (Hrsg.), Berlin 2014.
- Der Abzug. Die letzten Jahre der russischen Truppen in Deutschland. Eine fotografische Dokumentation von Detlev Steinberg [Вывод — последние годы пребывания российских войск в Германии в фотографиях Детлева Штайнберга], Deutsch-Russisches Museum Berlin-Karlshorst (Hrsg.), Berlin 2016.

## Награды
- Благодарность Президента Российской Федерации (12 августа 2019 года, Россия) — за большой вклад в работу по увековечению памяти погибших защитников Отечества, сохранение исторической памяти о событиях и уроках Второй мировой войны[3].